# Sachsen-Eisenberg

Sachsen-Eisenberg (um 1680)

 Sachsen-Eisenberg  war ein ernestinisches Fürstentum im Nordosten des heutigen Freistaats Thüringen. Es bestand von 1680 bis 1707.

## Geschichte

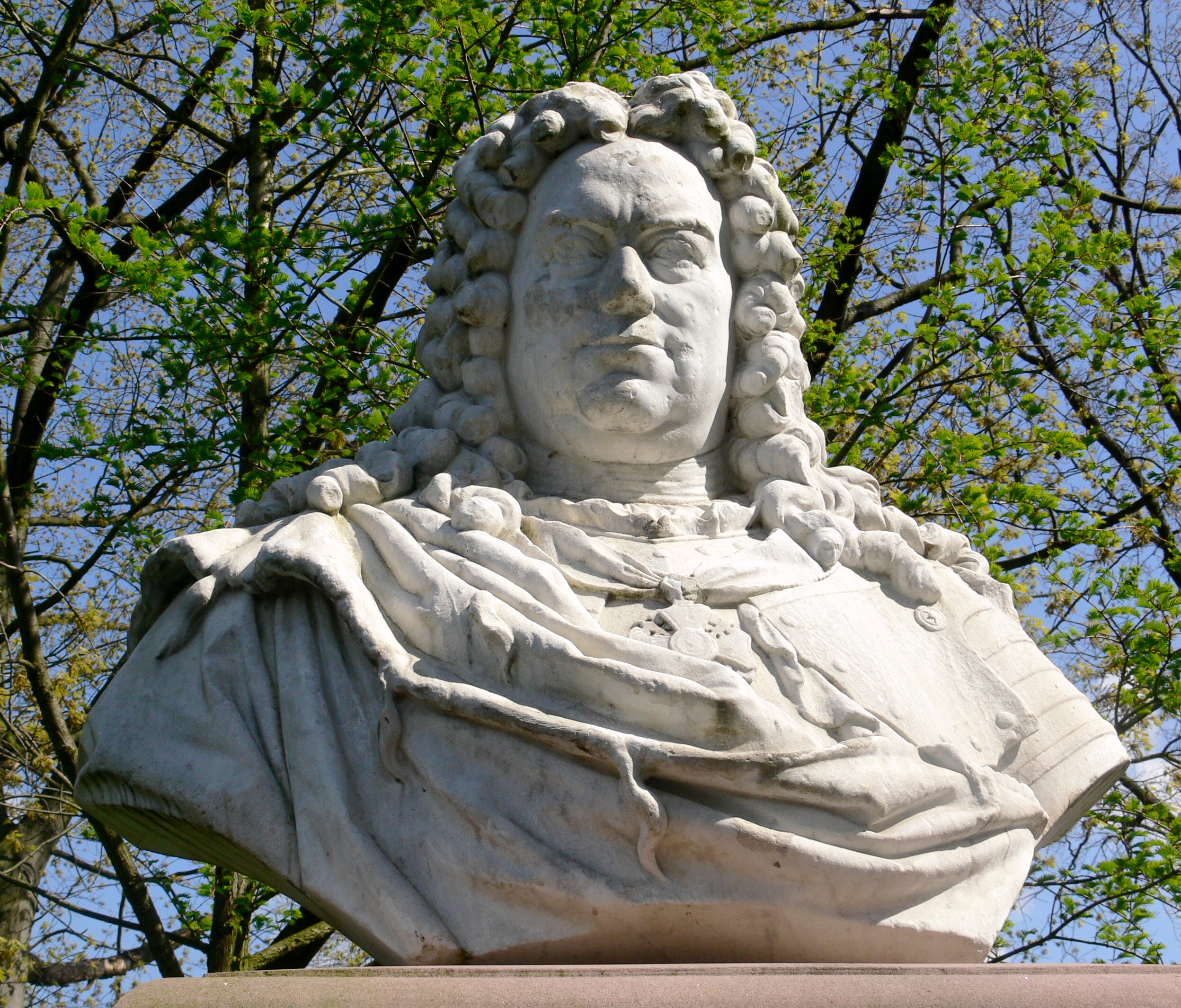
Büste des einzigen Landesherrn von Sachsen-Eisenberg im Schlosspark von Eisenberg

Durch den Erbteilungsvertrag 1680 unter den sieben Söhnen Herzog Ernst I. „des Frommen“ von Sachsen-Gotha entstand u. a. das Fürstentum Sachsen-Eisenberg, das der fünfte Sohn Christian zugesprochen bekam.
Über die ihm zugewiesenen Ämter und Gebiete erhielt er aber keine Landeshoheit. Ihm gehörten die Ämter Camburg, Roda, Ronneburg und Eisenberg mit der Stadt Eisenberg als Residenzstadt. In der Zeit von 1680 bis 1692 wurde dort die Burg in das Barockschloss Christiansburg umgebaut und es entstand die Schlosskirche als schönste Barockkirche Thüringens. Die Bauten führten allerdings zur Überschuldung des Kleinstaates, die der Herzog durch alchemistische Experimente zu reduzieren versuchte.
Mit dem Tod des kinderlosen Herzogs Christian 1707 erlosch diese herzogliche Linie, ihr Gebiet fiel vollständig an Sachsen-Gotha-Altenburg.

## Herzog
- 1681–1707  Christian  (1653–1707), Sohn Ernsts I. von Sachsen-Gotha